# Martwi detektywi
Martwi detektywi (oryg. Dead Boy Detectives) - serial fantasy na podstawie komiksów stworzonych przez Neila Gaimana oraz Matta Wagnera, należących do uniwersum Sandmana.
Jego premiera odbyła się w kwietniu 2024 r. na platformie Netflix.

## Fabuła
Głównymi bohaterami jest dwóch nastolatków, Charles Rowland i Edwin Paine. Po swojej śmierci zostają na Ziemi i wspólnie ze swoją żywą wspólniczką, Crystal Palace, rozwiązują sprawy kryminalne.

## Obsada
Źródło:
- George Rexstrew jako Edwin Payne
- Jayden Revri jako Charles Rowland
- Kassius Nelson jako Crystal Palace